# Roberto García Moritán (diplomático)
Roberto García Moritán (Buenos Aires, 20 de agosto de 1948) es un diplomático de carrera argentino.

## Carrera
Estudió abogacía en la Universidad de Buenos Aires.
Ingresó al servicio exterior argentino en 1970. Cumplió funciones en la embajada argentina ante Estados Unidos, el consulado en Nueva York y la misión ante la Oficina de la Organización de las Naciones Unidas en Ginebra. Dentro de la Cancillería Argentina, entre otros cargos, se desempeñó en la Dirección General en Asuntos Nucleares y Desarme. También fue representante argentino ante la Comisión Administradora del Río Uruguay.
El 1 de abril de 1982, cuando tenía rango de secretario de Embajada fue convocado por el entonces canciller Nicanor Costa Méndez para que oficie de traductor durante una comunicación telefónica entre Leopoldo Galtieri y Ronald Reagan.
En 1992 presidió la convención sobre no proliferación de armas químicas. En 1998, formó parte de un grupo de expertos seleccionado por entonces secretario general de Naciones Unidas Kofi Annan que inspeccionó en Irak el material nuclear, químico y biológico del gobierno de Sadam Huseín. Al año siguiente, integró otro grupo que buscó negociar con el líder iraquí en una misión enviada a Bagdad.
Entre 2000 y 2003 fue director de Política Latinoamericana, siendo nombrado por el entonces canciller Adalberto Rodríguez Giavarini. En 2004, Rafael Bielsa lo nombró subsecretario de Política Exterior. En 2005 se convirtió en vicecanciller del entonces ministro de Relaciones Exteriores, Jorge Taiana, renunciando en marzo de 2008 por diferencias con Cristina Fernández de Kirchner.
También ha sido presidente de la Comisión Administradora del Río de la Plata y presidente de la conferencia de las Naciones Unidas sobre desarme.
En 2012 presidió la conferencia sobre el Tratado Mundial de Comercio de Armas. Previamente, en otras ocasiones presidió las reuniones preparatorias de dicho tratado (entre 2010 y 2011) y las reuniones del grupo de expertos gubernamentales sobre el rastreo de armas pequeñas y ligeras ilícitas establecido por la Asamblea General de la ONU en 2008.
En 2016 acompañó a Mauricio Macri en una Cumbre de Seguridad Nuclear celebrada en Washington D. C.
Ha escrito notas para diferentes medios, entre ellos Clarín e Infobae.
Su hermano Martín García Moritán también es diplomático y cumple funciones como representante permanente ante Naciones Unidas. Su hijo, Roberto García Moritán, es legislador de la Ciudad de Buenos Aires.

## Condecoraciones
- Gran Oficial de la Orden de Río Branco (República Federativa del Brasil, 30 de agosto de 2005).[19]